# نیسان الگراند
نیسان الگراند (Nissan Elgrand) خودرویی است که از سال ۱۹۹۷ تا کنون تولید شده‌است.

## نگارخانه

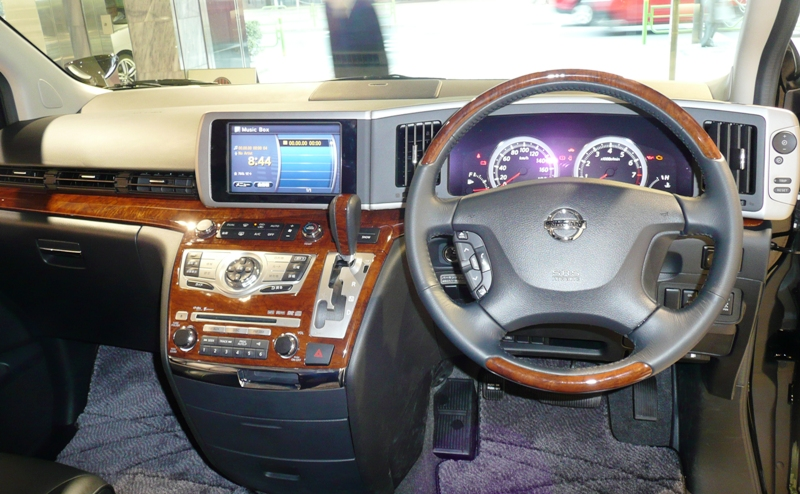